# Open Gaz de France 2001
Open Gaz de France 2001 — жіночий тенісний турнір, що проходив на закритих кортах з твердим покриттям стадіону П'єр де Кубертен у Парижі (Франція). Належав до турнірів 2-ї категорії в рамках Туру WTA 2001. Турнір відбувся вдев'яте і тривав з 6 до 11 лютого 2001 року. Восьма сіяна Амелі Моресмо здобула титул в одиночному розряді й отримала 90 тис. доларів США.

## Фінальна частина

### Одиночний розряд
Амелі Моресмо —  Анке Губер 7–6(7–2), 6–1
- Для Моресмо це був єдиний титул в одиночному розряді за сезон і 3-й — за кар'єру.

### Парний розряд
Іва Майолі /  Віржіні Раззано —  Кімберлі По /  Наталі Тозья 6–3, 7–5
- Для Майолі це був єдиний титул за сезон і 8-й — за кар'єру. Для Раззано це був єдиний титул за сезон і 1-й титул за кар'єру.